# Georg Pfeffer
Georg Pfeffer (17 de enero de 1943 - 20 de mayo de 2020) fue un antropólogo alemán. Nacido en 1943 en Berlín de padre sociólogo alemán y madre británica, fue educado en Hamburgo. En 1959, se mudó a Lahore con su familia y estudió en el Forman Christian College de la ciudad durante 3 años. Más tarde, regresó a Alemania y estudió en la Universidad de Freiburg donde también completó su doctorado.
Se desempeñó durante 1 año como conferencista y durante casi 6 años como profesor de etnología en la Universidad de Heidelberg. Más tarde, se unió a la Universidad Libre de Berlín y se desempeñó como profesor en su Instituto de Etnología durante casi 23 años hasta su jubilación en 2008. Había realizado trabajo de campo entre los Adivasi de las regiones centrales de la India, y en el estado oriental Odisha. También hizo investigación de campo en Pakistán. Fue cofundador de la Asociación Europea de Antropólogos Sociales y había trabajado en varios puestos editoriales en algunas revistas antropológicas. Murió a la edad de 77 años tras una grave enfermedad.

## Primeros años y familia
Georg Pfeffer nació el 17 de enero de 1943 en Berlín, Alemania, hijo de Karl Heinz Pfeffer y Margaret Wainman Kirby. Su padre era sociólogo. Su madre era británica. Tuvo que abandonar su lugar de origen a causa de los bombardeos durante el final de la Segunda Guerra Mundial. Durante sus primeros años de infancia, vivió en una aldea en Hesse donde entró en contacto con refugiados y experimentó las "estructuras sociales" de las zonas rurales de Alemania. En 1949, la familia Pfeffer se mudó a Hamburgo, donde completó sus estudios.

## Educación
Cuando Georg Pfeffer tenía 16 años, la familia Pfeffer se mudó a Lahore en Pakistán. De 1959 a 1962 estudió en el Forman Christian College. Durante ese tiempo, también aprendió sobre la cultura, la sociedad y el idioma de Pakistán. Más tarde, regresó a Alemania. En 1966, comenzó a estudiar historia de la religión, sociología y etnología en la Universidad de Friburgo. Sus profesores en la universidad incluyeron Rolf Herzog y Heinrich Popitz. En 1970, completó su Ph.D. en la universidad. Para su doctorado, presentó una disertación monográficaic titulada Pariagruppen des Pandschab (Grupos Pariah de Punjab).

## Trayectoria académica e investigación
Los temas de la investigación de Pfeffer incluyeron el estudio de las relaciones de poder, la antropología del parentesco y la antropología de la religión. Realizó estudios de campo en India y Pakistán desde 1968. Había estudiado los grupos sociales indígenas y el sistema de castas de India y Pakistán. En la segunda mitad de la década de 1960, realizó su primer estudio de campo etnográfico, y los sujetos del estudio fueron los "barrenderos intocables" de Lahore.
En 1971, se unió al Instituto del Sur de Asia de la Universidad de Heidelberg como asistente. En la década de 1970, también realizó el segundo estudio de campo de su carrera sobre el papel de los Brahmanes védicos en Templo de Jagannath en Puri en Odisha, India. En Odisha, había hecho trabajo de campo únicamente al principio. Más tarde, realizó una investigación allí con un grupo de académicos de la India y Alemania. Había estado entre la gente de Odisha casi todos los años durante algunas décadas.
En la Universidad de Heidelberg, también presentó una tesis monográfica titulada Puris Sasana–Dörfer, Basis einer Regionalen Elite (Puris Sasana Villages, Basis of Regional Elite) por su habilitación en 1976, y trabajó como profesor en la universidad en 1978. De 1979 a 1985, trabajó como profesor de etnología en la Universidad de Heidelberg. Desde 1985 hasta su jubilación en 2008, trabajó como profesor en el Instituto de Antropología Social y Cultural de la Universidad Libre de Berlín y también supervisó los estudios asiáticos en el instituto. Desde la década de 1980, el pueblo adivasi de la India central había sido el foco principal de su investigación de campo, especialmente el estudio de su parentesco, rituales y religión. De 1984 a 1988, fue el coeditor de th e Científico social del sur de Asia. En 1989 cofundó la Asociación Europea de Antropólogos Sociales.
Desde 1990, fue miembro del equipo editorial de Zeitschrift für Ethnologie para su tema de Asia del Sur y Clasificación Simbólica. De 1993 a 1995, junto con Bernhard Hänsel, se desempeñó como coeditor de las publicaciones de Berliner Gesellschaft für Anthropologie, Ethnologie und Urgeschichte. También fue miembro asociado del Centro para el Estudio de la Religión y la Cultura en Asia de la Universidad de Groningen por sus 2 proyectos de investigación: Religión, Cultura y Sociedad de las "Tribales" indias y Comunidades e Historia y Teoría de la Antropología de la India.
Peter Berger señaló que Pfeffer comparó "visiones del mundo y estructuras sociales" de los pueblos autóctonos estadounidenses, australianos e indios centrales. Según Berger, "la contribución más importante de Pfeffer radica en su esfuerzo comparativo, ya que elaboró los patrones generales de estructura social e ideología que comparten los diversos pueblos indígenas del centro de la India y que al mismo tiempo constituyen diferentes subcomplejos culturales distintivos."
De 1993 a 1995, Pfeffer fue presidente de la Sociedad de Antropología, Etnología y Prehistoria de Berlín.
Pfeffer murió el 20 de mayo de 2020 a la edad de 77 años a causa de una enfermedad grave.